# ラーシュ・コルヴァール
ラーシュ・コルヴァール（Lars Korvald、1916年4月29日 - 2006年7月4日）は、ノルウェーの政治家。キリスト教民主党に所属していた。1972年から1973年まで首相を務めた。